# Thedzso kogurjói király
Thedzso (Taejo) vagy Kukcso (Gukjo) (국조왕, 國祖王) (47–165) az ókori Kogurjo (Goguryeo) állam hatodik királya volt.

## Élete
Oszu (어수, 於漱, Eosu) néven született, apja Csesza (재사, Jaesa) herceg, Juri (Yuri) király fia volt. Mobon halálát követően hatévesen került trónra, egy ideig az özvegy királyné volt a régense. 146-ban kényszerült átadni trónját öccsének, Szuszongnak (수성, Suseongnak) (Cshade (Chadae)), aki 148-ban megölte Thedzso (Taejo) fiait, hogy így biztosítsa a trónját. Thedzso (Taejo) 118 éves korában hunyt el, Korea történelmének leghosszabb ideig uralkodó királyaként tartják számon, azonban a pontos dátumok vitatottak.